# Zethus imperfectus
Zethus imperfectus är en stekelart som beskrevs av Fox 1899. Zethus imperfectus ingår i släktet Zethus och familjen Eumenidae. Inga underarter finns listade i Catalogue of Life.